# Gutenberg
Gutenberg là một đô thị thuộc huyện Weiz thuộc bang Steiermark, nước Áo. Đô thị Gutenberg có diện tích 14,56 km², dân số thời điểm cuối năm 2005 là 1243 người.